# 버너 빈지

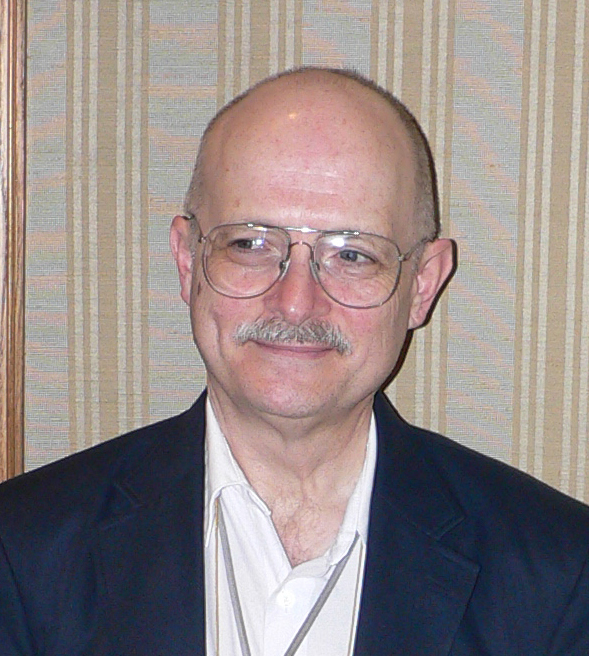
2006년 모습

버너 빈지(본명: Vernor Steffen Vinge, /ˈvɜːrnər ˈvəndʒiː/ ⓘ; 1944년 10월 2일 ~ 2024년 3월 20일)는 미국의 SF 작가이자 교수였다. 그는 샌디에이고 주립 대학교에서 수학과 컴퓨터 과학을 가르쳤다. 기술적 특이점 개념을 최초로 널리 대중화한 사람이자 가공의 "사이버 공간"을 제시한 최초의 작가 중 한 명이다. 소설 "A Fire Upon the Deep"(1992), "A Deepness in the Sky"(1999), "Rainbows End"(2006)로, 그리고 중편 소설 "Fast Times at Fairmont High"(2001), "The Cookie Monster"(2004)로 휴고상을 수상했다.